# Giorgi Latsabidze
Giorgi Latsabidze, (georgiska: გიორგი ლაცაბიძე), född den 15 april 1978 i Tbilisi, Georgien, är en klassisk pianist och kompositör av filmmusik; framför allt är han känd för sina tolkningar av Frederic Chopin och Franz Liszt.

## Biografi
Latsabidze började spela piano vid tre års ålder och tre år senare började han ta lektioner. Han studerade vid Hannover Hochschule für Musik und Theater för Gerrit Zitterbart. Efter detta fick han sex veckors handledning av Lazar Berman i Florens. Han fortsatte studierna i USA för Stewart Gordon, lärare vid USC Thornton School of Music,
Han vann internationell framgång genom att vinna Vianna Da Motta Piano Competition i Cagliari, 1998, N. Rubinstein International Piano Competition i Paris 1999, Yehudi Menuhin Foundation Competition i Salzburg, 2005 och ‘Young Artists’ Piano Competition i Los Angeles, 2005.
Latsabidze har spelat in stor del av Frederic Chopins pianoproduktion. Onward Entertainment har gjort en film med titeln "Latsabidze:The Recital" baserad på hans biografi. Han tilldelades Vladimir Spivakov-stipenddiet  (2001) och Carol Hogel stipendiet (2008).

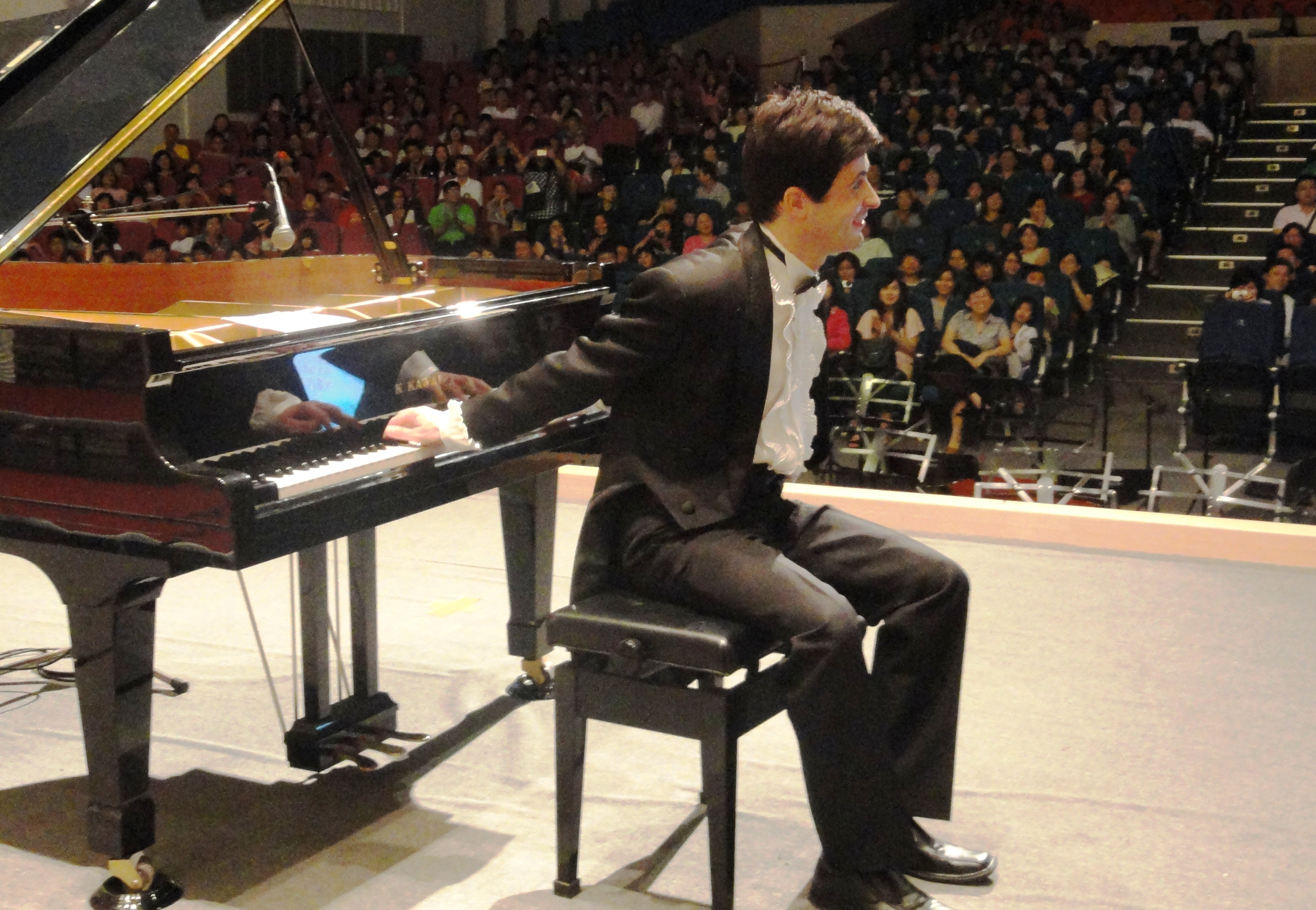
Charity Concert for Disabled Children in Taiwan (2010).

## Diskografi
- 2005: Giorgi Latsabidze auf dem Spuren von Wolfgang Amadeus Mozart (K-TV Austria)
- 2007: Twilight's Grace
- 2009: Latsabidze - The Recital Onward Entertainment, LLC 2009 (Los Angeles, CA)
- 2010: Claude Debussy: 12 Préludes. (Book II) - CD & DVD; Los Angeles, LLC
- 2010: The IG-Duo performs works by Szymanowski, Brahms, Bizet-Waxman, Latsabidze. - DVD; Wigmore Hall, London. Red Piranha Films LLC.